# Meliscaeva nigripes
Meliscaeva nigripes är en tvåvingeart som först beskrevs av Meijere 1914.  Meliscaeva nigripes ingår i släktet flickblomflugor, och familjen blomflugor. Inga underarter finns listade i Catalogue of Life.